# Dinomenia
Dinomenia is een geslacht van wormmollusken uit de  familie van de Rhopalomeniidae.

## Soort
- Dinomenia hubrechti Nierstrasz, 1902